# Кожанска гръцка община
Кожанската гръцка община (на гръцки: Κοινότητα Κοζάνης) е гражданско-църковно сдружение на православните гърци в Костур, Османската империя, съществувало до 1913 година, когато е закрито от новите гръцки власти.

## История
Първите сведения за съществуването на православна кожанска община са от XVIII век. В 1785 година е учреден специален съд в Кожани, който да регулира отношенията между членовете на общината.